# Ловер-Лейк (Каліфорнія)
Ловер-Лейк (англ. Lower Lake) — переписна місцевість (CDP) в США, в окрузі Лейк штату Каліфорнія. Населення — 1276 осіб (2020).

## Географія
Ловер-Лейк розташований за координатами 38°54′47″ пн. ш. 122°36′25″ зх. д. / 38.91306° пн. ш. 122.60694° зх. д. (38.913034, -122.606987).  За даними Бюро перепису населення США в 2010 році переписна місцевість мала площу 6,97 км², з яких 6,91 км² — суходіл та 0,06 км² — водойми.

## Демографія
Згідно з переписом 2010 року, у переписній місцевості мешкали 1294 особи в 552 домогосподарствах у складі 322 родин. Густота населення становила 186 осіб/км².  Було 705 помешкань (101/км²).
Расовий склад населення:
| - 79,7 % — білих - 1,5 % — чорних або афроамериканців - 1,4 % — корінних американців - 1,0 % — азіатів - 0,1 % — вихідців з тихоокеанських островів - 9,7 % — осіб інших рас |

До двох чи більше рас належало 6,6 %. Частка іспаномовних становила 16,9 % від усіх жителів.
За віковим діапазоном населення розподілялося таким чином: 20,0 % — особи молодші 18 років, 61,8 % — особи у віці 18—64 років, 18,2 % — особи у віці 65 років та старші. Медіана віку мешканця становила 46,5 року. На 100 осіб жіночої статі у переписній місцевості припадало 99,7 чоловіків;  на 100 жінок у віці від 18 років та старших — 100,2 чоловіків також старших 18 років.
Середній дохід на одне домашнє господарство  становив 43 199 доларів США (медіана — 30 610), а середній дохід на одну сім'ю — 57 379 доларів (медіана — 54 375). За межею бідності перебувало 14,8 % осіб, у тому числі 0,0 % дітей у віці до 18 років та 19,8 % осіб у віці 65 років та старших.
Цивільне працевлаштоване населення становило 636 осіб. Основні галузі зайнятості: освіта, охорона здоров'я та соціальна допомога — 32,4 %, виробництво — 17,8 %, роздрібна торгівля — 10,1 %, сільське господарство, лісництво, риболовля — 8,2 %.